# Interviú
Interviú fue una revista española protagonista de la Transición política que vivió el país desde 1976 en adelante. Catalogada desde algunos medios como prensa amarilla fue una revista de actualidad semanal de corte sensacionalista. Nacida en 1976, fue conocida por ser la primera publicación española que mostró fotografías de mujeres desnudas en su portada. Solía incluir también reportajes de investigación propia sobre temas políticos o sociales. El nombre de la revista corresponde a la transcripción fonética de la palabra interview (entrevista, en inglés). A principios de 2018 su editorial, el Grupo Zeta, anunció su cierre aunque sin concretar fecha exacta, debido a las fuertes pérdidas que venía acumulando la publicación.
El cierre se hizo efectivo con la publicación de un número conmemorativo el 29 de enero de 2018.

## Historia

### 1976-1979
Fue fundada en 1976 por Antonio Asensio Pizarro, hecho que dio origen al Grupo Zeta. Su primer número salió a la venta el 22 de mayo de ese mismo año. Su intención era, en el contexto de la Transición española, crear una revista de investigación que se convirtiese en referente de la prensa española. Pero Interviú fue aún más novedosa por ser la primera publicación española que exhibía fotografías de mujeres semidesnudas, iniciativa motivada por la libertad de expresión recién instaurada. Estas mujeres eran famosas españolas y extranjeras, muchas de ellas de los círculos de la prensa rosa. En palabras de Antonio Asensio, en 1986:
«A los españoles les faltaba sexo, les dimos sexo. Faltaba claridad, les dimos la libre expresión de los columnistas. Era un traje a la medida. Era un cóctel. Pero no molotov.» 
Si la portada con su famosa desnuda supuso una ruptura, los reportajes publicados por Interviú forjaron su actual prestigio.
En 1977 fue la primera revista en entrevistar al presidente del Gobierno, Adolfo Suárez, y la única en publicar unas fotos de este en bañador. Fue en la cala de Portinatx (Ibiza), después de alcanzar a bordo de un hidropatín el yate en que se encontraba Suárez.
En septiembre de 1976, en la portada de su número 16, Marisol se convierte en una de las imágenes icono de la transición española. En 1976 ingresa en la plantilla de la revista el periodista Pepe Calabuig, quizá uno de los nombres más emblemáticos de la publicación y que alcanzaría el cargo de subdirector.

### 1980-1989
En 1980 revolucionó el periodismo de investigación español con la publicación en exclusiva de las fotografías de los cadáveres de Manuel de la Sierra y María Lourdes Urquijo (los asesinados marqueses de Urquijo) y un amplio reportaje sobre el crimen.
En 1988 dos reporteros de la revista fueron testigos y fotografiaron el linchamiento (que acabó en un doble asesinato) de dos cabos del ejército británico por parte de seguidores del grupo terrorista IRA. Esta imagen fue destacada entre las mejores imágenes del año por el prestigioso semanario estadounidense Time.

### 1990-1999
También destacó, en los primeros años de la década de los 1990, por la publicación de sucesivas revelaciones sobre los escándalos del gobierno de Felipe González (corrupción política y el GAL) que demostraron el poder de la prensa. De este periodo hay que destacar la publicación en exclusiva, en mayo de 1994, de las escandalosas imágenes del que fuera director de la Guardia Civil, Luis Roldán, en calzoncillos en una fiesta sexual privada.
En junio de 1991 nuevamente se venden más de un millón de ejemplares al aparecer en su portada n.º 788 el icono sexual de la España de los primeros años 1990, Marta Sánchez. Esta portada es la más cara de la historia de la revista, ya que la cantante percibió cerca de 45 millones de pesetas.
En 1998 entregó el suplemento de humor ¡A las Barricadas!.

### 2000-2009
Desde la primera emisión del programa de Gran Hermano en Telecinco en el año 2000, fue prácticamente habitual que alguna de las ex-concursantes apareciera en la portada de la publicación, a continuación de su salida de la casa donde se graba el programa. Uno de los reportajes que más impacto causó fue el de la investigación del pasado profesional de las ex-concursantes de la primera edición de Gran Hermano, María José Galera y Mónica, las cuales ejercieron la prostitución.
En julio de 2002 la revista publicó unas fotos de la modelo y actriz María Reyes en topless en una playa de Ibiza. María demandó a Interviú, reclamando 30 000 euros como indemnización por intromisión en su intimidad. En una primera sentencia en noviembre de 2003, la Audiencia Provincial de Madrid obligaba al Grupo Zeta a pagar la indemnización, sin embargo, en junio de 2009 el Tribunal Supremo revocó dicha sentencia, fallando finalmente en favor de Interviú.
Otras exclusivas han sido la difusión de vídeos y fotos de la toma de la Isla Perejil o de la Guerra de Irak, así como la localización y posterior entrevista de Francisco Paesa en París en noviembre de 2005. En enero de 2008, nuevamente por primera vez, una policía local de Peñíscola, Patricia Gálvez, posa para la revista. En marzo de 2008 Romina Goshtasbi se convirtió en la primera iraní que se desnudó para una revista.

### 2010-2018
En mayo de 2010 la revista renovó su cabecera y su imagen. Además el semanario reforzó su plantilla de colaboradores con la incorporación de Andreu Buenafuente, que compartía la página 3 con el especial humor de un nuevo fichaje: Eneko. En julio de 2010 la revista publicó por primera vez el reportaje de la chica de portada, en este caso Tamara Gorro, en la técnica de 3D. En este periodo Interviú volvió a apostar por el periodismo de investigación, destacando conocidos reportajes sobre los casos de las preferentes, Gürtel y otros escándalos judiciales. En 2010 es condenado por el Tribunal Supremo a pagar a la cantante Marta Sánchez la cantidad de 300.500€ por publicar un desnudo no consentido en la revista Interviú.
En junio de 2010 Jesús Vázquez se convierte en el primer hombre en aparecer en la portada.
En 2012 incorporan a Joan Vizcarra en la sección La Portada imposible con guion de Penagos.
En 2018 el grupo Zeta anuncia su cierre definitivo. Su último número rememoró la legendaria portada que Marisol protagonizó en septiembre de 1976.

## Directores
- Antonio Álvarez Solís.
- Darío Giménez de Cisneros.
- Eduardo Álvarez Puga.
- Pablo Sebastián.
- Basilio Rogado.
- Ignacio Fontes.
- Francisco Mora.
- José Cavero.
- Agustín Valladolid (1996-1999).
- Jesús Maraña (1999-2002).
- Teresa Viejo (2002-2004).
- Manuel Cerdán (2004-2008).
- Alberto Pozas (2008- 2018).[25]

## Portadas
Las mujeres que han ocupado más veces la portada de la revista han sidoː
- 12 portadas
  - Sabrina
- 11 portadas
  - Marlène Mourreau
  - Natalia Estrada
- 9 portadas
  - Sonia Monroy
  - Victoria Vera
- 8 portadas
  - Samantha Fox
- 7 portadas
  - Silvia Fominaya
  - Madonna
- 6 portadas
  - Malena Gracia
  - Claudia Schiffer
  - Pamela Anderson

### Portadas masculinas
Tradicionalmente la portada de la revista estaba ocupada por una mujer, sin embargo en algunas ocasiones aparecieron hombres en ellaː
- 1976: Marcelino Camacho
- 2010: Jesús Vázquez
- 2010: Rafael Amargo
- 2013: Álvaro Muñoz Escassi
- 2017: Pelayo Díaz

## Protagonistas del calendario de la revista
- 1992- Marta Sánchez
- 1993- Madonna
- 1994- ×
- 1995- Natalia Estrada
- 1996- ×
- 1997- Marlène Mourreau
- 1998- ×
- 1999- ×
- 2000- ×
- 2001- ×
- 2002- Verónica Homs
- 2003- Anne Igartiburu
- 2004- Latife Kalaf, Paula Sánchez, Yurena Rodríguez, Verónica Homs, Elodie Mansión y Cristina Sarmiento —las seis primeras ganadoras de Miss Interviú—
- 2005- Sylvia Pantoja
- 2006- Silvia Fominaya y Arancha Bonete
- 2007- Aída Yéspica
- 2008- Natalia Bush
- 2009- Letizia Filippi
- 2010- Mari Cielo Pajares
- 2011- María Lapiedra
- 2012- Sonia Baby
- 2013- Noemí y María —concursantes del programa Gran Hermano 12+1—
- 2014- Olvido Hormigos
- 2015- Triana, Aguasantas y María Hernández
- 2016- Makoke
- 2017- Cristina Rodríguez
- 2018- Beatriz Retamal —ganadora de la edición de Gran Hermano 17—

## Números especiales
- En su 25 aniversario en el año 2001, la encargada de protagonizar la portada fue Ana Obregón.
- En su número 1500 la encargada de ocupar la portada fue Elsa Anka.
- En su 30 aniversario (2006) la encargada de ocupar la portada de la revista fue una embarazada Silvia Fominaya.
- En su 35 aniversario (2011) la encargada de ocupar la portada fue la modelo Cristina Piaget, embarazada de 8 meses.
- En su número 2000 (última semana de agosto de 2014) la portada la protagonizó Steevi Jakubik (candidata a Miss Interviú 2014).
- En su 40 aniversario (2016) la portada fue protagonizada por la cantante Chenoa.
- El 29 de enero de 2018, en su último número, la revista volvió a publicar el posado de la artista Marisol de 1976, considerado el más emblemático en la historia de la publicación por la trascendencia, incluso social, que tuvo en su época.

## Chica Interviú
Desde el año 1998, la revista puso en marcha una búsqueda de modelos no profesionales en España. Durante cerca de dos décadas se presentaron más de un millar de mujeres al concurso de chica Interviú, más de dos centenares llegaron a la final y lógicamente, 20 fueron las ganadoras.
Las chicas Interviú han sido:
- 1998 - Latife Kalaf (Gran Canaria).
- 1999 - Paula Sánchez (Zaragoza). Nacida en Cabo Verde.
- 2000 - Yurena Rodríguez (Gran Canaria). Fallecida a causa de un infarto cerebral en noviembre de 2006.[28]
- 2001 - Verónica Homs (Tenerife).
- 2002 - Elodie Mansión (Tarragona).
- 2003 - Cristina Sarmiento (Fuerteventura).
- 2004 - Sheila Márquez (Vitoria).
- 2005 - Vanesa Martínez (Laredo, Cantabria).
- 2006 - Yurena Pérez (Tenerife).
- 2007 - Valeria Petkova (Mallorca). Nacida en Bulgaria.
- 2008 - Carla de Souza (Madrid). Nacida en Brasil.
- 2009 - Eva Ontanaya (Daimiel, Ciudad Real).
- 2010 - Débora Araújo (Madrid). Nacida en Brasil.
- 2011 - Tamara Alcañiz (Madrid).
- 2012 - Daniela Botelho. Nacida en Brasil.
- 2013 - Veronika Balint. Nacida en Hungría.
- 2014 - Mireia Torre (Barcelona).
- 2015 - Aroa Moreno (Cantabria).
- 2016 - Vanesa Gil (Almería).
- 2017 - Mary Markova. Nacida en Bulgaria.

## Controversias
- También en la prensa rosa Interviú destacó, pero la publicación de fotos en exclusiva le reportó algunos pleitos ya que algunos de los fotografiados se negaron a aparecer (como es el caso del conflicto con Elsa Pataky), riesgo que la revista estaba dispuesta a asumir.[29][30]